# Alfredo Marcondes
Alfredo Marcondes es un municipio brasilero del estado de São Paulo localizado en la porción oeste del interior del estado, representando una de las varias ciudades presentes en la mesorregión de Presidente Prudente. Su población estimada en el año de 2008 era de 4.025 habitantes.

## Historia
El 24 de diciembre de 1929 el señor Alfredo Soares Marcondes adquirió 24,2 hectáreas localizadas en la región conocida como Quilometroló la cual integraba tierras del municipio de Presidente Prudente. Marcondes inició una población, a la cual llamó "patrimonio de São Benedito". Algunos años después familias de inmigrantes europeos provenientes de otras regiones del estado de São Paulo comienzan a comprar tierras próximas al poblado, fortaleciendo así el comercio local.

## Geografía
Su población estimada en 2008 era de 4.025 habitantes.

### Clima
El clima de Alfredo Marcondes puede ser clasificado como clima tropical de sabana (Aw), de acuerdo con la clasificación climática de Köppen.

### Carreteras
- SP-501

## Demografía
| Población histórica del municipio | Población histórica del municipio | Población histórica del municipio | Población histórica del municipio |
| Año                               | Población                         |                                   | %±                                |
| --------------------------------- | --------------------------------- | --------------------------------- | --------------------------------- |
| 1950                              | 16 054                            |                                   | —                                 |
| 1960                              | 7679                              |                                   | −52,2%                            |
| 1970                              | 6867                              |                                   | −10,6%                            |
| 1980                              | 4309                              |                                   | −37,3%                            |
| 1991                              | 3493                              |                                   | −18,9%                            |
| 2000                              | 3697                              |                                   | 5,8%                              |
| 2010                              | 3891                              |                                   | 5,2%                              |
| 2022                              | 4445                              |                                   | 14,2%                             |
| [ 5 ] [ 6 ] [ 7 ] [ 8 ]           |                                   |                                   |                                   |

Datos del Censo - 2000
Población total: 3.697
- Urbana: 2.672
- Rural: 1.025
- Hombres: 1.881
- Mujeres: 1.816

Densidad demográfica (hab./km²): 30,94
Mortalidad infantil hasta 1 año (por mil): 7,89
Expectativa de vida (años): 76,19
Tasa de fecundidad (hijos por mujer): 1,87
Tasa de alfabetización: 88,80%
Índice de Desarrollo Humano (IDH-M): 0,799
- IDH-M Salario: 0,686
- IDH-M Longevidad: 0,853
- IDH-M Educación: 0,858

(Fuente: IPEAFecha)